# Jingnan, Guangdong
Jingnan (kinesiska: 径南) är en köping i sydöstra Kina. Den ligger i Xingning i staden Meizhou i provinsen Guangdong, omkring 300 kilometer nordost om provinshuvudstaden Guangzhou. Antalet invånare är 23 813. Befolkningen består av 11 879 kvinnor och 11 934 män. Barn under 15 år utgör 18,0 %, vuxna 15-64 år 67 %, och äldre över 65 år 13,0 %.